# Ceplenița
Ceplenița is een Roemeense gemeente in het district Iași.
Ceplenița telt 4530 inwoners.